# 皮亚纳
皮亚纳（法語：Piana，法語發音：[pjana]）是法国南科西嘉省的一个市镇，属于阿雅克肖区。

## 地理
皮亚纳（42°14'21"N, 8°38'11"E）面积62.63 平方千米，位于法国南科西嘉省，该省份位于科西嘉南部，后者为地中海西部的一座岛屿，也是法国的一个单一领土集体，位于法国大陆部分的东南面，意大利半島的西面，最临近的地块是撒丁岛。
与皮亚纳接壤的市镇（或旧市镇、城区）包括：奥萨尼、卡尔热斯、马里尼亚纳、奥塔。
皮亚纳的时区为UTC+01:00、UTC+02:00（夏令时）。

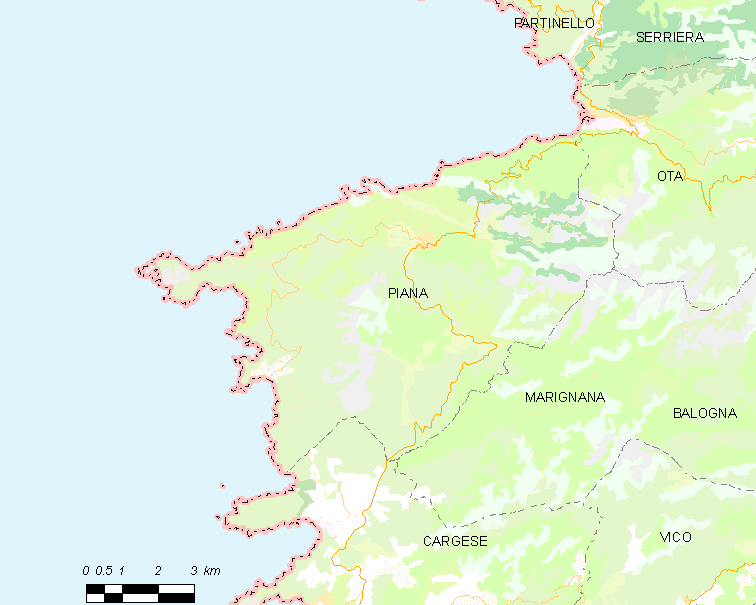
皮亚纳的OSM定位图

## 行政
皮亚纳的邮政编码为20115，INSEE市镇编码为2A212。

## 政治
皮亚纳所属的省级选区为塞维-索鲁-奇纳尔卡县。

## 人口

1962-2008年间皮亚纳人口变化图示

皮亚纳于2022年1月1日时的人口数量为458人。